# (24616) 1978 VC9
1978 في سي 9 (ويعرف أيضًا باسم (24616) 1978 في سي 9 وفق تسمية الكوكب الصغير) (بالإنجليزية: 1978 VC9)‏ هو كويكب ضمن حزام الكويكبات؛ وترتيبه 24616 من حيث الاكتشاف.
اكتُشف هذا الجُرم الفلكي بواسطة اليانور إف. هيلين في 7 نوفمبر 1978.

## وصلات خارجية
- (24616) 1978 VC9 في قاعدة بيانات مختبر الدفع النفاث لأجرام النظام الشمسي الصغيرة

- الاكتشاف · مخطط المدار ·  العناصر المدارية · المعلمات المادية

- (24616) 1978 VC9 على موقع ويكي سكاي: DSS2, SDSS, GALEX, IRAS, Hydrogen α, X-Ray, Astrophoto, Sky Map, Articles and images